# زکری لی‌وای
زکری لی‌وای (به انگلیسی: Zachary Levi) یک بازیگر، کارگردان و خواننده اهل ایالات متحده آمریکا است که بیشتر برای ایفای نقش در فیلم شزم! سریال چاک و قهرمان‌ها: تولد دوباره شهرت دارد.

## حرفه
در سال ۲۰۰۹، وی در فیلم آلوین و سنجاب‌های ۲، نقش توبی سویل را ایفا کرد. همچنین در سال ۲۰۱۰ نیز به همراه مندی مور در انیمیشن شرکت دیزنی به نام گیسوکمند که بر پایهٔ افسانهٔ راپانزل است، صداپیشه شخصیت یوجین فیتزربرت بود.

## زندگی شخصی
لوی از طرفداران موتورها و ماشین‌های اسپورت است و یک نیسان جی‌تی-آر دارد. او همچنین به بازی‌های کامپیوتری علاقه دارد و اولین بازی او سوپر ماریو بوده‌است. دلیل علاقه او به بازی‌های ویدیویی، توانایی آن‌ها در ارائه داستانی قابل تعامل است. او در باستروپ تگزاس، در منطقه آوستین زندگی می‌کند.

## فیلم‌شناسی

### فیلم‌ها
| سال   | عنوان                                  | نقش                  |
| ----- | -------------------------------------- | -------------------- |
| ۲۰۰۱  | پروژه بدون عنوان سیسکو                 |                      |
| ۲۰۰۲  | فرصت بزرگ: اعترافات یک کتابدار دانشکده | آدام                 |
| ۲۰۰۳  | قرار ملاقات جین                        | گرنت اشر             |
| ۲۰۰۶  | خانه مامان بزرگ ۲                      | کوین                 |
| ۲۰۰۷  | مارپیچ                                 | برکلی                |
| ۲۰۰۷  | اتحادیه ناقص                           | کلارک                |
| ۲۰۰۸  | وینرز                                  | بن                   |
| ۲۰۰۸  | کارول آمریکایی                         | تکنسین آزمایشگاه     |
| ۲۰۰۸  | سایه‌های ری                             | ری رمن               |
| ۲۰۰۹  | بدل‌کاران                               | تروی                 |
| ۲۰۰۹  | آلوین و سنجاب‌ها ۲                      | توبی سویل            |
| ۲۰۱۳  | ثور: دنیای تاریک                       | فاندرال              |
| ۲۰۱۳  | یکشنبه را به خاطر بسپار                | گاس                  |
| ۲۰۱۴  | یک لحظه کریسمس                         |                      |
| ۲۰۱۷  | ثور: رگنراک                            | فاندرال              |
| ۲۰۱۹  | شزم!                                   | شزم                  |
| ۲۰۲۳  | فرار مرغی ۲                            | صداپیشه راکی         |
| ۲۰۲۴  | هارولد و مداد رنگی بنفش                | هارلود               |
| ۲۰۲۵  | پسر شکست‌ناپذیر                         | اسکات لرت، پدر آستین |
| آینده | هتل تهران                              | تاکر                 |

### سریال‌ها
| سال       | عنوان                        | نقش          | یادداشت                            |
| --------- | ---------------------------- | ------------ | ---------------------------------- |
| ۲۰۰۲–۲۰۰۶ | پائین‌تر از حد مطلوب          | کیپ استندمن  | ۸۱ قسمت                            |
| ۲۰۰۴      | بخش                          | تاد          | ۲ قسمت                             |
| ۲۰۰۴      | زیاد ذوق‌زده نشو              | بلمن         | قسمت: "Opening Night"              |
| ۲۰۰۵      | برودی و دوستان               | زک           | قسمت: "The Hollywood Lifestyle"    |
| ۲۰۰۶      | بدترین هفته عمرم             | نیک          | قسمت: "Pilot"                      |
| ۲۰۰۷–۲۰۱۲ | چاک                          | چاک بارتوسکی | ۹۱ قسمت بازیگر ۳ قسمت کارگردان     |
| ۲۰۱۱      | تیم تکشاخ                    | عاشق جوان    | قسمت: "Alien Beach Crashers"       |
| ۲۰۱۱      | جوایز بازی‌های ویدئویی اسپایک | مجری         |                                    |
| ۲۰۱۲      | ۴ هدف                        | خودش         | قسمت: "Zachary Levi"               |
| ۲۰۱۴      | شب بازی هالیوود              | خودش         | ۵۰ قسمت                            |
| ۲۰۱۵      | شب بازی هالیوود              | خودش         | قسمت: "Don't Drink and Game Night" |
| ۲۰۱۵–۲۰۱۶ | قهرمان‌ها: تولد دوباره        | لوک کالینز   | نقش اصلی                           |
| ۲۰۱۵      | حرف‌های نوشیدنی               | مجری         |                                    |

### آثار اینترنتی
| سال  | عنوان                 | نقش           | یادداشت |
| ---- | --------------------- | ------------- | ------- |
| ۲۰۱۲ | بازی ویدئویی دبیرستان | تک خال        | ۳ قسمت  |
| ۲۰۱۳ | تاینی کوماندو         | تاینی کوماندو | ۷ قسمت  |

### فیلم‌های کوتاه
| سال  | فیلم                                                     | نقش         |
| ---- | -------------------------------------------------------- | ----------- |
| ۲۰۰۵ | حلقه‌های چریک                                             | ایون شوارتز |
| ۲۰۰۷ | کنترل زد                                                 | بن پیلار    |
| ۲۰۰۸ | مشکل تیفانی                                              | زک          |
| ۲۰۱۰ | بایرون فیلیپس: پیداشده                                   | بایرون      |
| ۲۰۱۱ | هیچ استراحتی برای تبه‌کاران نیست: ماجراهای موبیوس و بیسیل | موبیوس      |
| ۲۰۱۲ | شکست برچسب                                               |             |

### صداپیشگی
| سال  | عنوان                      | شخصیت                                 | یادداشت             |
| ---- | -------------------------- | ------------------------------------- | ------------------- |
| ۲۰۱۰ | هیلو: ریچ                  | سپاهی ۴                               | بازی ویدئویی        |
| ۲۰۱۰ | فال‌اوت: نیو وگاس           | آرکید گانون                           | بازی ویدئویی        |
| ۲۰۱۰ | گیسوکمند                   | یوجین فیت هربرت                       | انیمیشن             |
| ۲۰۱۰ | تحت مرور: انحصار داستان    | راوی                                  |                     |
| ۲۰۱۲ | گیسوکمند در ادامه          | یوجین فیت هربرت                       | انیمیشن             |
| ۲۰۱۲ | مرغ رباتی                  | جنگجوها قسمت: "Poisoned by Relatives" | انیمیشن-فیلم سریالی |
| ۲۰۱۳ | توم ریدر                   | خودش (مجری پشت صحنهٔ بازی)             | بازی ویدئویی        |
| ۲۰۱۵ | جنگ ستارگان راه‌های انحرافی | بیف تارکین                            | انیمیشن             |
| ۲۰۱۶ | کینگدام هارتس ۳            |                                       | بازی ویدئویی        |